# أنطونيو باريت
أنطونيو باريت هو دبلوماسي وسياسي كندي، ولد في 26 مايو 1899 في جولييت في كندا، وتوفي في 15 ديسمبر 1968 في مونتريال في كندا. نشط حزبياً في الاتحاد الوطني. وقد انتخب Premier of Quebec ‏ (8 يناير 1960 – 5 يوليو 1960) وانتخب عضو الجمعية الوطنية في كيبك ‏ عن دائرة Joliette (provincial electoral district) ‏ (17 أغسطس 1936 – 15 سبتمبر 1960).